# Fédération internationale de padel
La Fédération internationale de padel, en anglais  International Padel Federation et en espagnol Federación Internacional de Pádel, d'où l'abréviation FIP, est l'organe dirigeant du padel dans le monde. Elle revendique 500 000 licenciés pour plus de 25 millions de pratiquants.
L'organisation est fondée en 1991 à Madrid par l'Argentine, l'Espagne et l'Uruguay.
Les objectifs sont :
- Favoriser la croissance et le développement du padel pour tous et dans le monde entier.
- Promouvoir universellement le développement du padel pour tous les niveaux et tous les âges, pour les hommes et les femmes et les handicapés.
- Fédérer toutes les fédérations régionales affiliées, fédérations nationales membres, clubs, joueurs, entraîneurs, industries du padel et tous les partenaires.

L'IPF est devenu membre observateur depuis octobre 2017, de l'Association générale des fédérations internationales de sports.

## Compétition

### Circuit Premier Padel

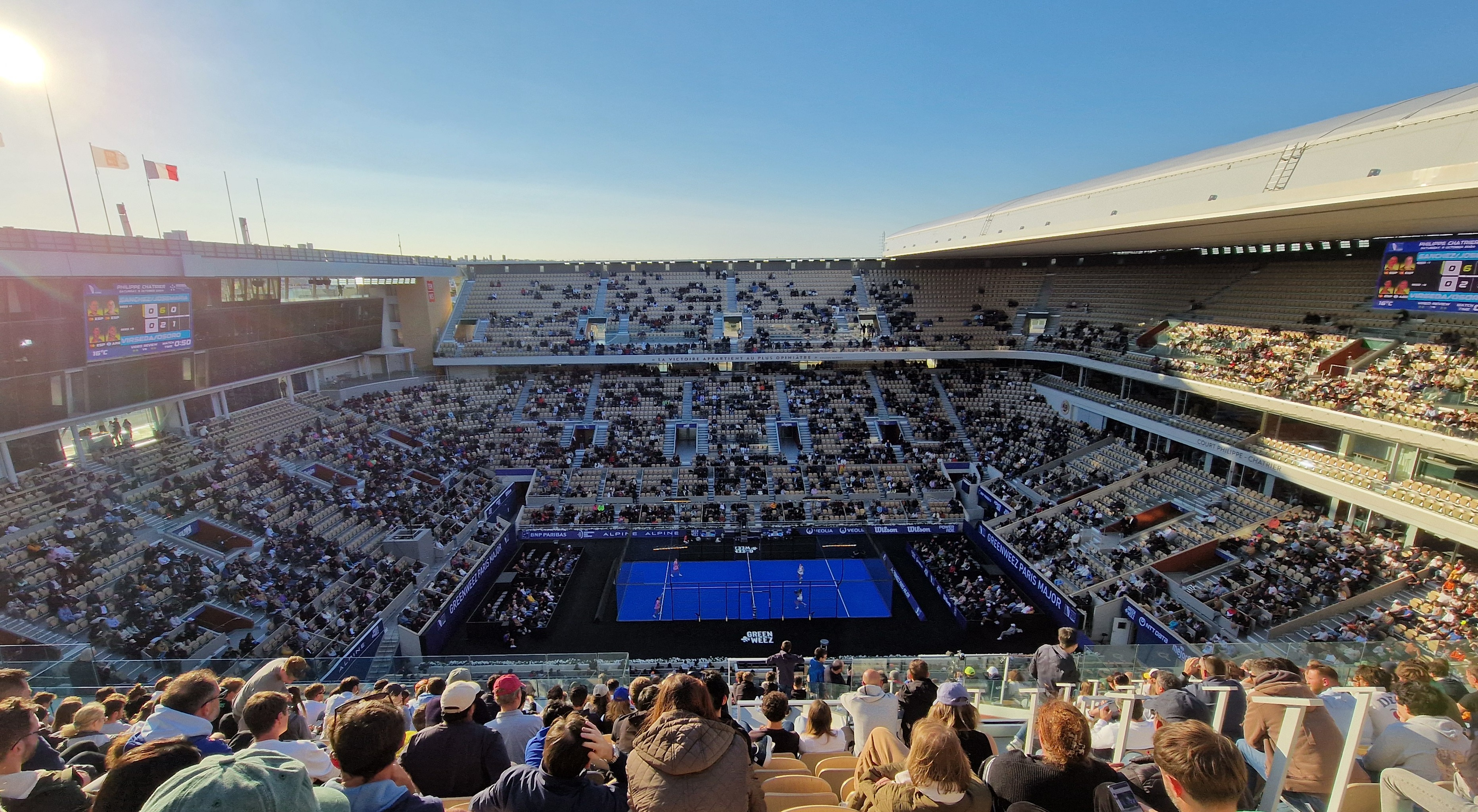
Le tournoi Premier Padel Major de Paris

La Fédération internationale de padel organise depuis 2022 le circuit Premier Padel, qui absorbe dès 2024 le circuit World Padel Tour.
En France, le championnat est diffusé sur les chaines du groupe Canal+,.
Les quatre tournois phares du circuit, appelés majors, sont situés à Doha, Rome, Acapulco et Paris.
Les tournois Premier Padel ont lieu dans des sites emblématiques, entre autres au Stade Roland-Garros à Paris,,,, au Foro Italico de Rome, le Wizink Center de Madrid et l’Aconcagua Arena de Mendoza en Argentine.
Les trois catégories d'épreuves (ainsi que le nombre de points remportés par la paire gagnante) sont:

- Major (2 000 points pour le classement FIP)

- P1 (1 000 points pour le classement FIP)

- P2 (600 points pour le classement FIP)
À partir de l'édition 2024 se déroule en fin d'année le Tour Finals (1 500 points pour le classement FIP), réunissant les 16 meilleurs joueurs et joueuses de l’année au classement FIP, sur le modèle de l'ancien Master Finals du circuit World Padel Tour. Cette édition 2024, la première depuis l'absorption du circuit World Padel Tour, est résolument internationale avec 25 tournois dans 18 pays.
| Edition | Année | Champions en double masculin | Champions en double masculin | Champions en double féminin | Champions en double féminin |
| ------- | ----- | ---------------------------- | ---------------------------- | --------------------------- | --------------------------- |
| I       | 2022  | Alejandro Galán              | Juan Lebrón                  | Aucune édition féminine     | Aucune édition féminine     |
| II      | 2023  | Alejandro Galán              | Juan Lebrón                  | Ariana Sánchez              | Paula Josemaría             |
| III     | 2024  | Arturo Coello                | Agustín Tapia                | Ariana Sánchez              | Paula Josemaría             |
| IV      | 2025  |                              |                              |                             |                             |

### FIP Tour
En plus du circuit d'élite Premier Padel, la fédération internationale organise à travers le monde des tournois labellisés FIP Tour, rapportant également des points au classement FIP.
Les cinq catégories d'épreuves en 2024 (ainsi que le nombre de points remportés par la paire vainqueur) sont :
- FIP Platinum (200 points au classement) ;
- FIP Gold (100 points au classement) ;
- FIP Star (50 points au classement) ;
- FIP Rise (25 points au classement) ;
- FIP Promotion (10 points au classement).

Ces catégories changent dès 2025 pour plus de lisibilité :
- FIP Platinum (200 points au classement et prize money entre 120 000 € et 150 000 €) ;
- FIP Gold (100 points au classement et prize money entre 50 000 € et 80 000 €) ;
- FIP Silver (50 points au classement et prize money entre 15 000 € et 30 000 €) ;
- FIP Bronze (25 points au classement et prize money entre 7 000 € et 10 000 €) ;

En fin de saison ont lieu les Cupra FIP Finals (150 points au classement), avec un tableau final composé des huit meilleures équipes du classement FIP Tour, plus les quatre meilleures équipes des tournois américains et sud-américains, plus les deux meilleures équipes des tournois asiatiques. Enfin, deux équipes supplémentaires complètent le tableau avec un tour préliminaire où s'affrontent des équipes bénéficiant d'une wild-card.
Les 22 meilleurs résultats obtenus par les joueurs dans les tournois Premier Padel et FIP Tour sont pris en compte.

### Championnat du monde de padel
Le Championnat du monde de Padel est une compétition sportive de padel organisée tous les deux ans depuis 1992 par la Fédération internationale de padel.
La paire gagnante remporte 2 000 points au classement FIP.

## Fédérations affiliées
En avril 2025, 83 fédérations nationales sont affiliées à la fédération internationale de padel.
| Europe | Asie | Amérique | Afrique | Océanie                                                                          |
| --- | --- | --- | --- | -------------------------------------------------------------------------------- |
| - Albanie (Albania Padel Federation) - Allemagne (Deutscher Padel Verband) - Andorre (Federación andorrana de Pádel) - Arménie (Padel Federation of Armenia) - Autriche (Federación de Padel Austriaca) - Azerbaïdjan (Azerbaijan Tennis Federation) - Belgique (Belgian Padel Federation) - Bulgarie (Bulgarian Tennis Federation) - Chypre (Cyprus Tennis Federation) - Croatie (Croatian Padel Association) - Danemark (Danish Padel Association) - Espagne (Federación Española de Padel) - Estonie (Eesti Padeli Liit) - Finlande (Finnish Padel Federation) - France (Fédération française de tennis) - Géorgie (Georgian National Padel Federation) - Hongrie (Magyar Padel Szövetség) - Irlande (Padel Federation of Ireland) - Israël (Israel Padel Federation) - Italie (Fédération italienne de tennis et de padel) - Kosovo (Federata e Padelit e Kosoves) - Lituanie (Lithuanian Padel Federation) - Luxembourg (Fédération Luxembourgeoise de Tennis) - Malte (Malta Tennis Federation) - Monaco (Fédération de Padel de Monaco) - Monténégro (Padel Federation of Montenegro) - Norvège (Norwegian Padel Association) - Pologne (Polska Federacja Padla) - Portugal (Federação Portuguesa de Padel ) - République Tchèque (Czech Padel Federation) - Royaume-Uni (British Padel Federation) - Russie (Russian Padel Association) - Saint-Marin (San Marino Padel Federation) - Slovaquie (Slovenská padelová asociácia) - Slovénie (Slovenia Padel Federation) - Suède (Padel Sweden) - Suisse (Swiss Padel Association) - Pays-Bas (Nederlandse Padelbond) - Turquie (Turkey Padel Association) - Ukraine (Padel Federation of Ukraine) - Vatican (Padel Federation of Vatican City) | - Arabie Saoudite (Saudi Padel Committee) - Bahreïn (Bahrain Padel Federation) - Chine (Chinese Tennis Association) - Corée du Sud (Korea Padel Association) - Émirats arabes unis (UAE Padel Federation) - Indonésie (Federación Nacional de Pádel de Indonesia) - Iran (IR Iran Tennis Federation) - Japon (Japan Padel Association) - Jordanie (Jordan Tennis Federation) - Kazakhstan (Padel Federation of Kazakhstan) - Koweït (Kuwait Padel Federation) - Liban (Lebanon Padel Federation) - Maldives (Maldives Padel Association) - Mongolie (Federación de Pádel de Mongolia-Tenger) - Oman (Oman Padel Federation) - Pakistan (Pakistan Padel Federation) - Philippines (Philippine Padel Association) - Qatar (Qatar Tennis Federation) - Thaïlande (Thailand Padel Association) | - Argentine (Asociación Padel Argentino) - Brésil (Confederaçao Brasileira de Padel) - Canada (Padel Association of Canada) - Chili (Federación de Padel de Chile) - Equateur (Asociacion de Padel de Pichincha Ecuador)) - États-Unis (United States Padel Association) - Guatemala (Asociación Deportiva Nacional de Padel de Guatemala ) - Mexique (Federación Mexicana de Padel) - Paraguay (Federación Paraguaya de Padel) - Salvador (Federacion de Padel de El Salvador) - Uruguay (Asociación Amigos Padel Uruguay) - Venezuela (Federación Venezolana de Padel) | - Algérie (Algerian Federation of sport for All) - Côte d'Ivoire (Fédération Ivoirienne de Tennis) - Égypte (Egyptian Padel Federation) - Ghana (Asociación de Padel Profesional de Gana LBG) - Kenya (Federación de Pádel de Kenia) - Maroc (Federacion Moroccaine de Tennis) - Mauritanie (Federación de Pádel de Mauritania) - Sénégal (Association Padel Sénégal) - Tunisie (Fédération Tunisienne de Tennis) | - Australie (Australian Padel Federation) - Nouvelle-Zélande (Padel New Zealand) |